# Luis da Cunha Manuel
Luis da Cunha Manuel (ur. 1703, zm. 1775) - polityk portugalski.
Był jednym z tych polityków portugalskich, który dopilnował, by z Portugalii wygnani zostali jezuici (1762). Nad jego karierą polityczną czuwał Sebastião José de Carvalho e Melo, markiz de Pombal.
Od 6 maja 1756 do 1775 roku sprawował funkcję Secretário de Estado dos Negócios Estrangeiros e da Guerra (sekretarz stanu ds. zagranicznych i wojny).
W latach 1762–1765 reformował armię, zaopatrując ją w nowoczesną artylerię.